# Публий Сулпиций Саверион (консул 279 пр.н.е.)
Вижте пояснителната страница за други личности с името Публий Сулпиций Саверион.
Публий Сулпиций Саверион (на латински: Publius Sulpicius Saverrio) e политик на Римската република през 3 век пр.н.е. по време на Пировата война.
Син е на Публий Сулпиций Саверион (консул 304 пр.н.е.).
През 279 пр.н.е. Саверион е консул с Публий Деций Муз. Двамата се бият във войната против царя на Епир Пир I и губят в битката при Аскулум, a колегата му Публий Деций Муз се саможертва.